# Ghenadie Tâciuc
Ghenadie Tâciuc (n. 3 august 1958 în Bravicea, Călărași – d. 21 ianuarie 2022 în Chișinău) a fost un artist plastic și pictor din Republica Moldova, expert în pictura bisericească, deținător al titlului onorific Maestru în artă.
Este autorul icoanelor din Catedrala Nașterea Domnului din Chișinău.
Ghenadie Tâciuc este absolvent al liceului Igor Vieru și al Academiei de Arte din Estonia. În 2011 a câștigat Marele Premiu la „Saloanele Moldovei – 2011”, pentru lucrarea „Compoziție II” (ulei pe pânză). Premiul i-a fost acordat de Ministerul Culturii al R. Moldova.